# Rosenamarant
Der Rosenamarant (Lagonosticta rhodopareia), auch Jamesonamarant oder Jamesons Amarant genannt, ist eine afrikanische Vogelart aus der Familie der Prachtfinken (Estrildidae).

## Beschreibung
Der Rosenamarant erreicht eine Körperlänge von etwa elf Zentimetern.
Beim Männchen sind Stirn, Zügel und Augenbrauengegend lebhaft rosenrot. Der Oberkopf und Hinterhals ist braungrau bis braun, Rücken und Flügel rehbraun. Bürzel und Oberschwanzdecken sind in Rot gehalten. Ein schwarzer Schwanz, Kopfseiten und Unterseiten in Rot mit weißen Punkten an der Brust und an den vorderen Körperseiten vervollständigen das Gefieder. Im Gegensatz zum nahverwandten Dunkelroten Amaranten ist die 2. Handschwinge (von außen gezählt) vor der Innenfahne nicht verengt.
Beim Weibchen sind Oberkopf, Hinterhals und Kopfseiten bräunlich-grau, aber manchmal mit rotem Anflug. Es weist sehr große Ähnlichkeit mit dem Weibchen des Dunkelamaranten auf. Die Zügelgegend kann je nach Unterart kräftig rot sein. Die Jungvögel sind auf der Körperoberseite fahl erdbraun. Ihnen fehlt noch der rötliche Anflug, lediglich die Oberschwanzdecken sind rötlich.

## Verbreitung und Lebensweise

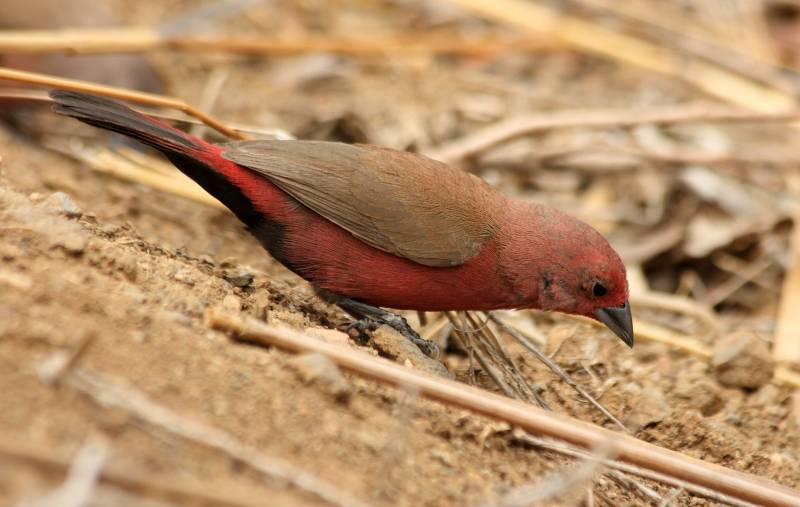
Rosenamarant, Männchen

Das Verbreitungsgebiet des Rosenamaranten umfasst das südliche Afrika, Ost-Afrika bis Äthiopien, ferner Angola und kleine Gebiete des Kongo und wird auf rund 2.600.000 Millionen Quadratkilometer geschätzt.
Rosenamaranten leben immer paarweise im Ufergebüsch der Dornbuschsteppe oder im Steppenwald. Zum Lebensraum des Rosenamarants zählen jedoch auch felsiges, mit Gebüsch bestandenes Gelände sowie trockener Steppenwald. Er kommt meist in niedrigen und mittleren Höhenlagen bis etwa 1.500 Höhenmeter vor. Er kommt grundsätzlich in trockeneren Gebieten als der Dunkelrote Amarant vor, sie treten jedoch in einzelnen Regionen gelegentlich zusammen auf. Sie leben von kleineren Sämereien, meist Grassamen, aber auch von Insekten, die sie am Boden finden. Im Lochinvar-Nationalpark in Sambia wurden als Nahrungspflanzen unter anderem Hühnerhirsen, Borstenhirsen, Urochloa und Rispenhirsen nachgewiesen.
Gegen Ende der Regenzeit und zu Beginn der Trockenzeit bauen die Paare ihr Nest in Bodennähe; sie nisten meist in kleinen Sträuchern oder in dichtem Gras. Als Baumaterial genügt ihnen grobes, trockenes Gras; die Nestmulde wird zusätzlich mit feinerem Gras und Federn ausgepolstert. Die Balz ist eine Halm- oder Federbalz und mit der des Dunkelroten Amarant identisch. Das Weibchen legt 3–5 Eier. Beide Elternvögel brüten. Die Brutzeit beträgt zwölf bis dreizehn Tage, die Nestlingszeit sechzehn bis neunzehn Tage. Die Jungen werden mit Insekten gefüttert und sind zwei Wochen nach dem Ausfliegen selbständig. Nach der Brutzeit scheinen Schwärme des Rosenamaranten größere Wanderungen vorzunehmen.
Der Brutparasit des Rosenamarant ist die Atlaswitwe (Vidua purpurascens).

## Haltung
Der Rosenamarant wurde erstmals 1911 nach Deutschland importiert. Die Art wurde seitdem immer wieder eingeführt, jedoch niemals sehr häufig. Allerdings ist es sehr wahrscheinlich, dass die Rosenamaranten häufig als Dunkelamarant angeboten werden. Die ideale Unterbringungsweise für Rosenamaranten ist eine Innenvoliere oder eine Freivoliere mit anschließendem Innenraum. Die Voliere sollte einige dichte Büsche sowie hohe Grasbüschel aufweisen, um den Vögeln Deckung zu bieten.

## Belege

### Einzelbelege
1. ↑   Nicolai et al., S. 174
2. ↑   Nicolai et al., S. 174
3. ↑   Nicolai et al., S. 174

### Weblink
- Lagonosticta rhodopareia in der Roten Liste gefährdeter Arten der IUCN 2013.2. Eingestellt von: BirdLife International, 2012. Abgerufen am 24. November 2013.